# Neferkare IV.
Neferkare IV. ali Neferkare Hendu  je bil faraon iz Osme egipčanske dinastije, ki je vladala na začetku prvega vmesnega obdobja Egipta (2188-2055 pr. n. št.). Egiptologi Kim Ryholt, Jürgen von Beckerath in Darrell Baker domnevajo, da je bil šesti faraon Osme dinastije.
Neferkarejevo ime je dokazano na Abidoškem seznanu kraljev (vnos 45), sestavljenem v ramzeškem obdobju, na Torinskem seznamu kraljev pa je na mestu, kjer bi moral biti, papirus poškodovan.  Na Torinskem seznamu manjkajo skoraj vsi faraoni Osme dinastije.
Za obstoj Neferkare Henduja ni, razen  Abidoškega seznama kraljev, nobenega trdnega dokaza. Izjema je morda odtis valjastega pečatnika s kartušo Ḫndy (Hendi), ki ga je egiptolog Henri Frankfort leta 1926 pripisal prav njemu. Sodobni znanstveniki so dokazali, da se ime najverjetneje bere Hamudi, kot se je imenoval zadnji faraon iz Hiške dinastije. Ugotovili so tudi, da je bila kartuša vstavljena na pečat samo za zapolnitev prostora in ne zato, da bi eksplicitno omenjala tega faraona. Pečat je trenutno v Petriejevem muzeju egipčanske arheologije v Londonu (kataloška št. UC 11616).